# Басманный тупик
Басма́нный тупик — тупик в центре Москвы. Расположен между Новой и Старой Басманными улицами. Нумерация домов ведётся от Старой Басманной улицы.

## Происхождение названия
Назван в 1922 году при переименовании советскими властями Москвы названий, связанных с церковной тематикой, по существовавшей здесь дворцовой Басманной слободе. Ранее назывался Вознесенский тупик по бывшим владениям кремлёвского Вознесенского монастыря, находившимся здесь с 1654 года.

## История
Тупик возник в связи с прокладкой в 1870 году соединительной ветки между Николаевской и Курской железными дорогами, прошедшей здесь по владениям кремлёвского Вознесенского монастыря. С чётной стороны тупик застроен, а с нечётной к нему примыкает выемка, где проходит железная дорога, через которую перекинут пешеходный мост в Хомутовский тупик. В 1895—1897 годах в одном из домов жил учёный С. А. Чаплыгин.

## Примечательные здания и сооружения

### По чётной стороне
- № 2/11 — Управление Московско-Курской и Нижегородско-Муромской железных дорог (1898—1899, архитектор Н. И. Орлов, инженер М. А. Аладьин). Ныне — институт Гипротрансстрой и отделы Министерства путей сообщения.
- № 6А — Фабрика-кухня (начало 1930-х годов)[4].
- № 6А, стр 2 — жилой дом (1931)[4].
- 10/12 — жилой дом (1931)[4]. В рамках гражданской инициативы «Последний адрес» на доме установлены таблички в память о его репрессированных жильцах: инженере П. Г. Кринкине, стороже Н. Е. Крылове (10 декабря 2014), товароведе Г. Д. Неверовиче (8 марта 2015) и военном И. Я. Строде (20 августа 2017)[5].
- № 12/10 — доходный дом Московского Басманного Товарищества, 1913, архитектор (гражданский инженер) А. Н. Зелигсон. Здания служб построены в 1914 году по проекту А. Н. Зелигсон и Н. Г. Фалеева. В доме с 1921 по 1925 год жил и работал венгерский писатель Мате Залка[6], а с 1935 по 1948 годы — поэт-песенник Алексей Фатьянов[7].